# Łarysa Zaspa
Łarysa Łeonidiwna Zaspa (ukr. Лариса Леонідівна Заспа;  ur. 22 września 1971 w Chmielnickim) – ukraińska piłkarka ręczna, medalistka olimpijska.
Ukończyła studia z wychowania fizycznego (1994), w karierze grała m.in.w klubie Motor Zaporoże.
Grała jako bramkarka. Wystąpiła na letnich igrzyskach olimpijskich w Atenach, na których Ukraina zdobyła brązowy medal olimpijski.
Odznaczona Orderem Księżnej Olgi III stopnia (2004), zasłużona mistrzyni sportu Ukrainy (2004).